# Eupeodes verruciventris
Eupeodes verruciventris är en tvåvingeart som först beskrevs av Peck 1966.  Eupeodes verruciventris ingår i släktet fältblomflugor, och familjen blomflugor. Inga underarter finns listade i Catalogue of Life.